# Haus Ermelinghof

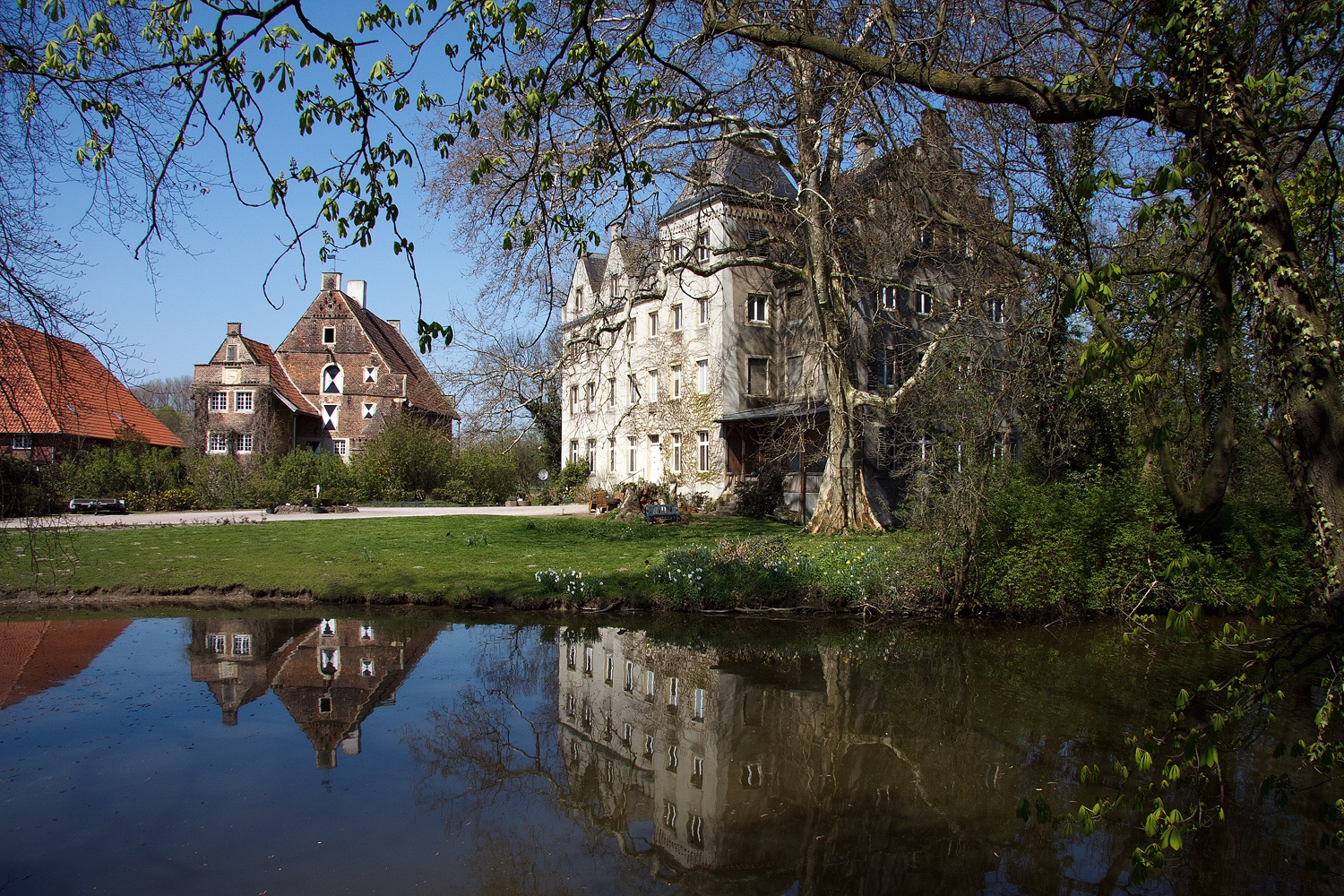
Haus Ermelinghof

Haus Ermelinghof (oft auch Ermelinghoff) ist ein vormals im Hochstift Münster landtagsfähiges Rittergut im Hammer Stadtbezirk Bockum-Hövel (altes Kirchspiel Hövel). Es liegt unmittelbar östlich des Bahnhofs Bockum-Hövel. Urkundlich erwähnt wurde es erstmals im Jahre 1350. Um die Wende zwischen dem 15. und dem 16. Jahrhundert ist es mehrfach als Memerinchove, Memerinckhove oder Mermelinchave bezeugt. Das Anwesen wird auch als Schloss, Gut, adeliges Haus oder einfach nur Ermelinghof bezeichnet.

## Lage
Schloss Ermelinghof liegt an der Straße Geinegge 38 in Hövel (ehemals: nach dem Anwesen benannte Ermelinghofstraße), Teil des Stadtbezirks Bockum-Hövel im Nordwesten der Stadt Hamm. Es befindet sich in der Nähe des Bahnhofs Bockum-Hövel, der ursprünglich nur angelegt worden ist, um das Schloss verkehrstechnisch zu erschließen, und deshalb zunächst auch Bahnhof Ermelinghof genannt wurde. Haus Ermelinghof liegt in ländlicher Idylle und ist von altem Baumbestand umgeben. Seit 1985 steht es unter Denkmalschutz.

## Gebäudeensemble

Darstellung des heiligen Johannes von Nepomuk an der Zufahrt

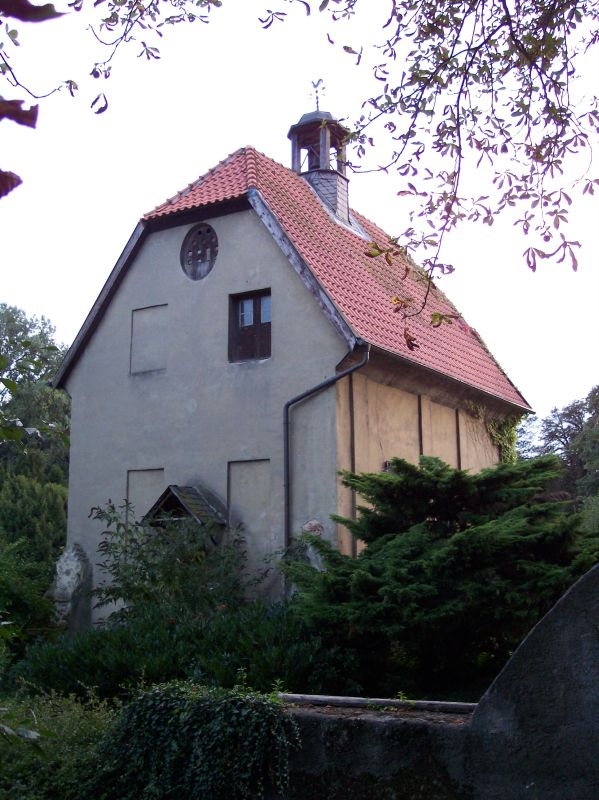
Kapelle

Haus Ermelinghof ist ein Gräftenhof. Ursprünglich befand es sich auf zwei von der Geinegge umflossenen Inseln, zu denen eine dritte im Süden als Vorwerk gehörte. Nach Beseitigung der Binnengräfte liegen heute alle Gebäude auf einer Insel. Das Anwesen ist von einer Gräfte umgeben, die von der Geinegge gespeist wird.
Nähert man sich dem Schloss, erkennt man zuerst ein langgestrecktes Torhaus mit Staffelgiebel und dorischem Portalvorbau (Säulenportal). Dieses stammt aus dem Jahre 1831. Im Vergleich zu dem ursprünglich hier befindlichen Bau ist es verkürzt und klassizistisch verändert worden.
Vor der Brückenüberfahrt zum Hof und zum Hauptgebäude sieht man eine stark verwitterte Statue, die den „Brückenheiligen“ Johannes von Nepomuk darstellt. Die Brücke selbst wird von Torpfosten gerahmt.
Hinter dem Torhaus schließt sich ein niedriges Wirtschaftsgebäude mit Walmdach an. Das zweiflüglige Fachwerkwirtschaftsgebäude ist um 1800 entstanden.
Das auf der Nordseite des Hofes gelegene, stattliche zweigeschossige Backstein- bzw. Ziegelbauhaus mit Dreistaffelgiebel und schmalem, übergiebelten Vorbau, an dem eine Wappentafel angebracht ist, befindet sich neben dem Haupthaus und existiert seit dem Brand von 1627 nahezu unverändert. Es wurde früher zur Herstellung und Lagerung, vorrangig von Bier und Brot, genutzt.
Sehenswert ist auch die im Jahre 1654 eingeweihte, kleine, verputzte, dreijochige St.-Bartholomäus-Schlosskapelle mit pfannengedecktem Satteldach und Dachreiter mit Haube, in der sich ein Glockenturm befindet.
Das heutige neugotische Haupthaus wurde 1875 errichtet, nachdem das alte Wohnhaus abgebrannt war. Es handelt sich um einen vier- mal neun- bzw. zehnachsigen Putzbau mit hohen Rechteckfenstern. Das Bauwerk weist Schmalseiten mit Staffelgiebeln, eine innere Front mit viergeschossigem Turm von zwei Achsen Breite und ein Spitzbogenfries unter seinem Walmdach auf. Es besitzt zudem ein pfannengedecktes Satteldach, einen zweigeschossigen Anbau und einen dreigeschossigen Turmbau zur Außenfront. Dabei sind beträchtliche Reste der älteren Bausubstanz erhalten.
Im Garten sind nochmals zwei kleine Torpfosten mit Schalenaufsätzen zu sehen.
Neben den Wirtschaftsgebäuden zeugt nur noch der Treppengiebel des um 1875 abgebrannten und in neugotischen Formen wieder aufgebauten Haupthauses vom alten Baubestand.
Die Denkmaleigenschaft bezieht sich auf das Äußere des Anwesens, das ohne moderne Zutaten auskommt (nach 1945), sowie auf das Innere, das in seiner historischen Form erhalten ist, und auf das konstruktive Gefüge.

## Geschichte

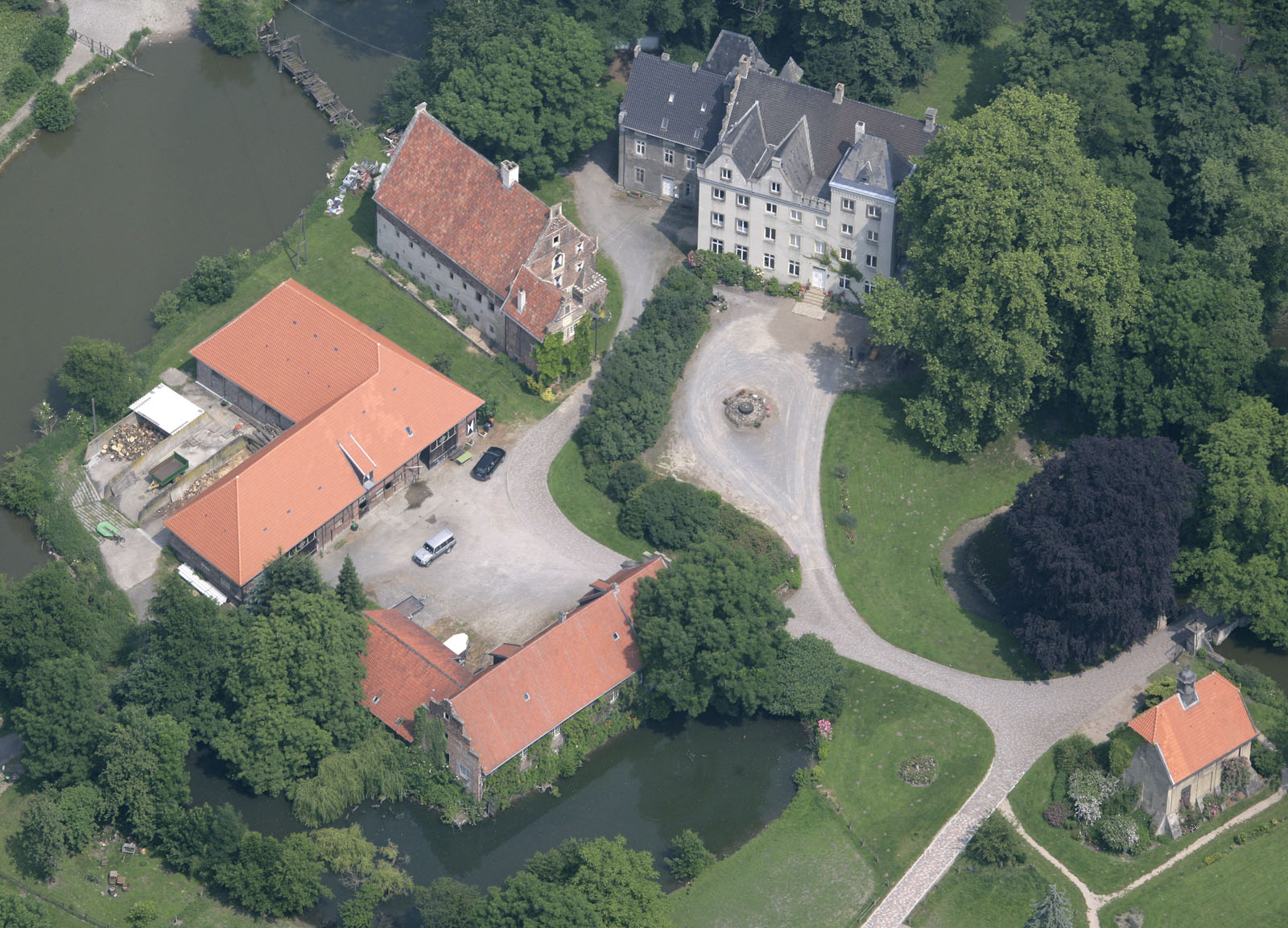
Luftbild des Herrenhauses, im Vordergrund rechts die Kapelle.

Frühere Bockum-Höveler Heimatforscher wollen wissen, dass Haus Ermelinghof in alter Zeit von dem Geschlechte des Alamarich bewohnt wurde. Dieses sei dann abgelöst worden vom Rittergeschlechte der Summeren. Diese Angaben können mit heute zur Verfügung stehenden Urkunden weder bewiesen noch widerlegt werden.
Vermutlich ist richtig, dass bereits im 12. Jahrhundert eine Familie von Ermel dort gewohnt hat. Aus diesem Grunde hieß Ermelinghof in früherer Zeit Imberlinckhem oder auch Emelrikenhoff. Eine Erbtochter von Ermel heiratete dann etwa 1230 den Knappen von Schredigen (Scheidingen). Um 1278 kommt bei dem Grafen Engelbert von der Mark ein Burgmann Hermann von Scheidingen vor. Ungefähr um diese Zeit wird erstmals die Hauskapelle als Eigenkirche erwähnt.
Im Jahre 1350 wird Schloss Ermelinghof in einer Urkunde genannt. Das Landgut und die zugehörige Kapelle waren noch immer im Besitz der Familie Scheidingen. Im Jahre 1355 wird der Knappe Henrich von Schedingen in einer Urkunde der Höveler Kirche als Bürge genannt. Neben den von Scheidingen hatten auch die von Sümmern Rechte an Ermelinghof.
1410, als die Familie im Mannesstamm ausgestorben war, heiratete Ermgard von Scheidingen den Heinrich von Galen. So kam das Gut an diese Familie. Die Erbtochter derer von Scheidingen erhielt das Schloss als Brautschatz. Graf von Galen stammte wahrscheinlich aus dem benachbarten Haus Venne. Die von Galen waren Burgmannen der Grafen von der Mark. Die Familie führte als Wappen drei rote Wolfsangeln im goldenen Schilde.
Von Ermelinghof aus wirkte sich der Grundsatz Cuius regio, eius religio, der sich mit Augsburger Religionsfrieden von 1555 verbreitete, offenbar auf die St. Pankratiuskirche in Hövel aus: 1534 war der Besitzer von Ermelinghof, Gert von Galen, mit seiner Frau Mechthild von Korf zum Protestantismus übergetreten. Er war von seinem Bruder, einem Domherrn und Kirchherrn, dazu bewogen worden. Dietrich von Galen trat später, im Jahre 1550, zum lutherischen Glauben über. Von 1563 bis 1618 wurde in der Höveler Kirche weitgehend lutherisch gepredigt. Wahrscheinlich glaubte die Großfamilie an eine bessere Unterstützung durch den lutherischen Glauben. In der Regel hatten alle adeligen Familien in einer Pfarrkirche einen Familiensitz. Dies galt jedoch nicht für die von Galen. Die St. Pankratiuskirche stand ihnen nicht zu diesem Zwecke zur Verfügung. Wahrscheinlich haben die von Galen ihren Familiensitz in der St. Pankratiuskirche erst erhalten, als ein naher Verwandter, und zwar Georg von Galen, dessen Vater Philipp von Galen um 1591 Bürgermeister in Hamm war, minderjähriger Pastor in Hövel wurde. 1652 konvertierte Alexander von Galen mit seiner Familie – beeinflusst durch den Rekatholisator des Münsterlandes, den Fürstbischof Christoph Bernhard von Galen (1650–1678) – zur katholischen Kirche.
Die Hauskapelle in Ermelinghof war da bereits seit hundert Jahren nicht mehr benutzt worden und dementsprechend baufällig. Deshalb schenkte der Fürstbischof von Galen dem Alexander von Galen einen Betrag von 1.200 Talern zum Aufbau einer neuen Hauskapelle. Diese konnte im Jahre 1654 durch Pater Bernhardus Hackfort aus Münster eingeweiht werden. Fürstbischof von Galen verlangte aber, dass der alte Kapellenplatz für ewige Zeiten einzuzäunen sei. 1657 wurde der Betrag von 1.200 Talern auf 1.425 Taler erhöht. Um 1662 ist eine Hausvicarie mit Namen „ad Sanctum Bartholomaeum“ (zum heiligen Bartholomäus) gebildet worden. Alexander von Galen wurde nach dem Tode des Fürstbischofs von Galen im Jahre 1678 zum Testamentsvollstrecker ernannt. Für diese Tätigkeit schenkte ihm der Fürstbischof noch zu Lebzeiten ein Altarkreuz für die Hauskapelle. Das Altarkreuz stammt aller Wahrscheinlichkeit noch aus der Zeit, als Dietrich III. von Isenberg aus dem Geschlecht der Grafen von Altena (um 1218) Fürstbischof von Münster wurde, denn darauf befindet sich ein Wappen der Altenaer Grafen. Das Altarkreuz Dietrichs III. von Isenberg wurde somit in seine einstige Heimat zurückgeführt – Dietrich III. von Isenberg war zeitweise auf der Burg Nienbrügge in Hövel beheimatet gewesen. Es wurde dann 1714 von dem Silberschmied Christian Hövel, der in Hamm wohnte, vollständig umgestaltet. Die Weihe der Kapelle ist für das Jahr 1680 überliefert.
Nach wirtschaftlichem Niedergang und aufgrund des ausschweifenden Lebens derer von Galen musste Franz Joseph von Galen zu Ermelinghof den Konkurs anmelden. 1781 wurde das ganze Besitztum zwangsversteigert. Der letzte männliche Spross der Ermelinghofer Galens, der Domherr Clemens August, ertrank im Jahre 1809 zu Minden in der Weser.
Am 26. Mai 1787 ersteigerte der Freiherr Anton von Wintgen, der 1793 auch das Haus Braam erwarb, das Haus Ermelinghof. Dieser führte als Wappen im silbernen Schilde einen blauen Querbalken mit einem roten Löwen. Zum Rittergut gehörte ein bedeutender Grundbesitz, etwa ein Dutzend Bauernhöfe und Kotten in den Bauerschaften Hölter und Geinegge waren ihm eigenhörig und daher abgabepflichtig. Baron Wintgen starb 1798 und wurde in der Kirche zu Hövel begraben. Sein Sohn hatte keine männlichen Nachkommen; die Erbtochter heiratete im Jahre 1840 (alternative Angabe: 1844) den Freiherrn Josef von Twickel zu Havixbeck. Sie begründeten hier eine eigene Linie der Familie Twickel, in deren Besitz sich das Gut seitdem befand. Um 1800 wurde das Torhaus im griechischen Stil errichtet. Nach einer alten Zeichnung soll zu dieser Zeit der Brückenheilige Sankt Nepomuk noch nicht dort gestanden haben. Während dieser Zeit wurde auch der Schlosspark nebst dem Eingang dorthin neugestaltet.
Im Jahre 1875 brannte infolge der Unachtsamkeit eines Bediensteten das Haupthaus bis auf die Grundmauern ab. Das Haus wurde im neugotischen Stil wiederaufgebaut.
Freiherr Fritz von Twickel war langjähriger Ehrenamtmann des Amtes Drensteinfurt, wozu auch Bockum und Hövel bis 1908 gehörten. Das erste Amtsgebäude war im Torhaus von Ermelinghof untergebracht. Nach kurzer Zeit siedelte es ins Gartenhaus über. 1913 verstarb Freiherr Fritz von Twickel infolge eines Jagdunfalls im Wald des Wiehenholt, kurz vor der Einweihung des neuerbauten Amtshauses in Hövel. Er hatte keine Nachkommen. Das Erbe trat Ignaz von Twickel an, der aus Recklinghausen kam. Seine Enkelin Walburga und ihr Ehemann Christoph Freiherr von Aretin sind heute Besitzer des Hauses Ermelinghof.

## Die Kapelle SS. Maria und Bartholomaeus auf Haus Ermelinghof
Die zum adeligen Haus Ermelinghof gehörende Kapelle Beatae Mariae Virginis et S. Bartholomaei, die in der Zeit der Gegenreformation entstanden ist, ist noch heute vollständig erhalten. Die der Gottesmutter und St. Bartholomaeus geweihte katholische Kapelle steht an der Zufahrt auf der ehemaligen Vorburg. Es handelt sich um einen kleinen, lichten Saalbau. An dieser Position hat wahrscheinlich schon ihre Vorgängerin im Mittelalter gestanden. Von den Steinfiguren beiderseits des Eingangs vor dem Gebäude ist nur noch die Heilige Katharina auf der linken Seite stehend zu erkennen.
Das große Altarbild in der Kapelle, eingepasst in einen zu späterer Zeit ergänzten barocken Rahmen, gibt mit den lebensgroßen Holzfiguren des Heiligen Nepomuk und der Heiligen Agatha dem Raum ein festliches, mehr dem späteren 18. Jahrhundert als der Erbauungszeit entsprechendes Gepräge.
Als der sonst unzugängliche Dachreiter der Kapelle von Haus Ermelinghof mit Hilfe einer Feuerwehrleiter bestiegen wurde, fand man dort eine Glocke aus dem Jahre 1649 (Schlagton e’’+7, Durchmesser 503 mm, Gewicht ungefähr 75 kg). Sie ist zwar nicht signiert, doch lassen die Gestaltung und der exzellente Guss den Schluss zu, dass sie von dem lothringischen Meister Johann Fremy gegossen worden ist. Dieser hat mit gleichen Dekorformen versehene Glocken für mehrere Kirchen des Münsterlandes geliefert. Darunter befand sich auch eine besonders schöne Glocke für die ehemalige Stiftskirche zu Metelen.
Im Dachboden der Kapelle steht noch ein kleines schmiedeeisernes Turmuhrwerk, das wohl aus der ersten Hälfte des 19. Jahrhunderts stammt und seit langem stillgelegt ist.
Hausgeistliche auf Haus Ermelinghof für die Kapelle ad Stum Bartholomaeum waren:
- um 1500: Evard Holtmann
- 1511–1541: Wilhelm Sweringe
- 1544: Diricus Schene
- 1550–1652: Die Familie von Galen war zum lutherischen Glauben übergetreten.
- 1662: Theodor Klutmann
- 1709: Johannes Cramer
- 1750: Adolf Johannes Cordes
- 1800: Goswin Rieve
- 1867: Friedrich Nienberg
- 1925: Theodor Klauser

## Schlossmühle auf Ermelinghof
Das Gefälle der Geinegge beim Ausfluss aus den Gräften wurde schon 1400 zum Betrieb einer Mühle ausgenutzt. Die Schlossmühle wird erstmals um 1430 urkundlich erwähnt. 1732 wurde auf der linken Seite der Geinegge, an der Stelle des alten Bauwerks, eine neue Mühle erstellt. Hier wurde, wenn das Flüsschen genügend Wasser führte, Öl geschlagen, bis schließlich 1894 die Kornmühle auf der rechten Seite errichtet worden war. 1906 wurde das Wasserrad von einer Wasserdruckturbine abgelöst. Bei niedrigem Wasserstand wurde mit elektrischer Kraft Korn gemahlen, und zwar bis etwa 1955. Seit dieser Zeit waren Mühle und Müllerhaus nur noch Ruinen. 1978 erfolgte dann ihr Abbruch.